# Louis de Grandmaison

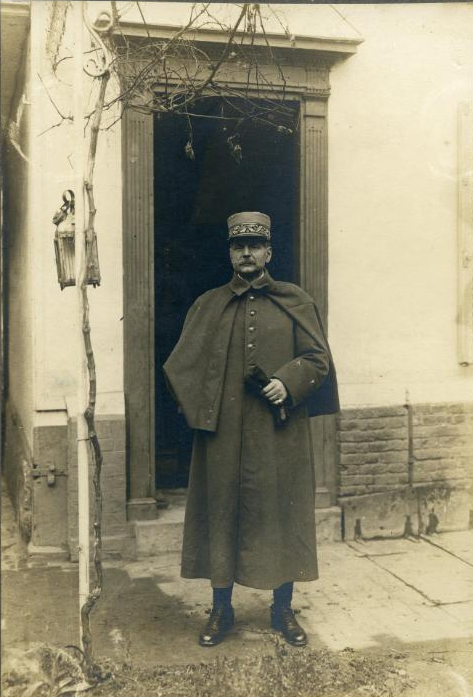
Foto de Louis de Grandmaison

François, Jules, Louis Loyzeau de Grandmaison fue un oficial francés, nacido el 2 de enero de 1861 en Le Mans y muerto en combate, cerca de Soissons, el 18 de febrero de 1915.
Era hijo de François (llamado Alfred) Loyseau de Grandmaison, que tuvo siete hijos, y hermano del teólogo jesuita Léonce de Grandmaison (1868-1927).

## Biografía
Admitido en la escuela de Saint-Cyr en 1881, asignado en 1883, como alférez al 20 batallón de cazadores a pie con guarnición en Ruan.
Ascendido a teniente en 1886, en el 24 batallón de cazadores a pie basado en Niza.
Capitán el 29 de diciembre de 1892, pasa al 1 regimiento de la Legión Extranjera con base en Sidi-Bel-Abbès; hecho supernumerario y destacado al Tonkín, manda de 1894 a 1895 el sector de Dong-Dang, en la frontera con China, que organiza completamente.
Asignado en 1896 al 131 regimiento de  infantería de línea en Orleans, el mismo año se le nombra caballero de la Legión de honor. Se casa en París, en mayo del mismo año, con Marie-Virginie-Julie Gillet. Admitido en la Escuela Superior de Guerra, en 1898, pasa al 25 y después al 110 regimiento de infantería.
Ascendido en 1900, a comandante y mantenido en sus funciones,  es seguidamente transferido a Annecy al 30 regimiento de infantería en 1902, y a continuación enviado en 1905, al estado mayor del ejército, como subjefe, y, con el grado de teniente coronel (1908), jefe de la tercera sección del ministerio de la Guerra, en el que se organizan la defensa de la frontera del este y las grandes maniobras anuales. En este puesto conoce el concepto de ofensiva a toda costa que será el del ejército francés en 1914.
Nombrado oficial de la Legión de honor en julio de 1911 y el mismo año coronel del 153 regimiento de infantería de línea]] en Toul, uno de los regimientos de la llamada « División de Acero » destinada a proteger la frontera. Se casa de nuevo, en abril de 1912 con Germaine Delambre, hija del general Delambre.
Herido seis veces al frente de su regimiento en Morhange, durante la batalla de Lorena (19 y 20 de agosto de 1914), recibe a continuación el mando de la 53 división y es ascendido,  el 3 de enero de 1915, a comandante de la Legión de honor.
Ascendido a general durante la guerra, comandante de la Legión de honor, oficial de las Palmas Académicas, caballero de la Ordre national du Mérite, también recibió la Médaille militaire y el Nichan Iftikhar (Orden de la Gloria) de Túnez.
Murió un kilómetro al norte de Soissons, por un impacto de casco de proyectil de artillería en la cabeza, el 18 de febrero de 1915 y enterrado en París el 22 de febrero siguiente, sin descendencia.

## Obras
- L’Expansion française au Tonkin. En territoire militaire, París, Plon, 1898
- Le Dressage de l’infanterie en vue du combat offensif, París, Berger-Levrault, 1908
- Deux conférences aux officiers du Centre des hautes études militaires (CHEM), París, Berger-Levrault, 1911 (prix Alfred Née de l’Académie française)